# Hans-Jürgen Arpe
Hans-Jürgen Arpe (* 25. April 1933 in Raisdorf bei Kiel; † Oktober 2018 in Feilbingert) war ein deutscher Chemiker (Organische Chemie), ehemaliger Hochschulprofessor und Fachbuchautor.
Bekannt wurde er neben zahlreichen Publikationen in wissenschaftlichen Fachzeitschriften für sein gemeinsam mit Klaus Weissermel geschriebenes Fachbuch Industrielle Organische Chemie: Bedeutende Vor- und Zwischenprodukte, welches seit 1976 in bisher sechs deutschsprachigen und fünf englischsprachigen Auflagen erschienen ist sowie auch in diverse andere Sprachen übersetzt wurde.

## Werdegang
Hans-Jürgen Arpe studierte Chemie an der Christian-Albrechts-Universität zu Kiel und wurde anschließend bei Rudolf Grewe promoviert. Nach seiner akademischen Laufbahn war er im Shell-Laboratorium in Amsterdam und im Institut für Grundlagenforschung der Shell im Schloss Birlinghoven bei Bonn tätig. Danach wechselte er nach Frankfurt zur Hoechst AG und wurde als Leiter der Forschungsabteilung Aliphatische Zwischenprodukte eingesetzt. Daneben hatte er eine Honorarprofessur an der Friedrich-Alexander-Universität Erlangen-Nürnberg inne. Des Weiteren war er von 1987 bis 1992 Leiter der Wissenschaftlichen Bibliothek der Hoechst AG.